# Le Triomphe de Jace
Pour plus de détails, voir Fiche technique et Distribution.
Le Triomphe de Jace (Going to the Mat) est un téléfilm américain de la collection des Disney Channel Original Movie réalisé par Stuart Gillard, diffusé sur Disney Channel USA en mars 2004, avec notamment Andy Lawrence, Billy Aaron Brown, et Alessandra Torresani.

## Synopsis
Jace est un jeune aveugle qui vient de déménager avec sa famille pour s'installer dans une petite ville de l'Utah. Du fait de sa cécité, il est mis à l'écart à l'école où il doit désormais poursuivre ses études. Mais il s'inscrit alors dans l'équipe de lutte, où son courage et sa persévérance lui valent peu à peu l'estime de ses condisciples.

## Distribution
- Andrew Lawrence : Jason « Jace » Newfield
- Billy Aaron Brown : John Lambrix
- Alessandra Torresani : Mary Beth Rice
- Brenda Strong : Patty Newfield
- Brian Wimmer : Tom Newfield
- D. B. Sweeney : l'entraîneur Rice
- Wayne Brady : Mason Wyatt
- T.J. Lowther : Luke Nolan
- Khleo Thomas : Vincent "Fly" Shu